# Tomahawk (tên lửa)
BGM-109 Tomahawk là loại tên lửa hành trình với nhiều biến thể, có khả năng mang đầu đạn hạt nhân, được phóng đi từ các hệ thống phóng mặt đất, chiến hạm hoặc tàu ngầm trên biển. Đạn bắn khỏi dàn phóng bằng một môđun sơ tốc có chứa thuốc phóng, sau khi đạt gia tốc cần thiết mô-đun sơ tốc bị tách bỏ, động cơ phản lực mini hoạt động và đẩy quả đạn theo hành trình của nó. Tomahawk là loại tên lửa hành trình tầm xa, có khả năng sống sót cao, bay thấp nên khó bị phát hiện bằng ra đa. Các thiết bị chính bên trong bao gồm: hệ thống dẫn đường (IntegrateGuidance), môđun tấn công hay thường gọi là đầu đạn (có nhiều loại theo từng phiên bản), hệ thống lái, khoang nhiên liệu và động cơ phản lực.

## Mô tả
Có một vài dạng khác nhau của BGM-109 Tomahawk gồm: loại nguyên khối TLAM-C, loại dải bom chùm TLAM-D, loại hạt nhân TLAM-A và TLAM-N (chưa được sử dụng), loại tên lửa chống tàu (TASM). loại Tên lửa hành trình phóng từ trên cạn (GLCM, đã bị loại khỏi biên chế).
Loại Block III TLAM được đưa vào sử dụng năm 1993 có thể bay xa hơn và sử dụng Hệ thống định vị vệ tinh toàn cầu (GPS) để tăng độ chính xác. Block IV TLAM có sự phát triển hơn do có hệ thống so sánh ảnh quang học kỹ thuật số về vị trí mục tiêu mà nó sẽ tấn công (DSMAC).
BGM-109 Tomahawk được Mỹ đưa vào trang bị năm 1983, cùng năm với phiên bản tên lửa hành trình của Liên Xô là Raduga Kh-55. Xét về tính năng, 2 tên lửa có cơ chế dẫn đường tương đương nhau, tuy nhiên Kh-55 hơi nặng hơn và trội hơn nhiều về tầm bắn (3.000 km so với 2.500 km của Tomahawk, các phiên bản nâng cấp của Kh-55 (loại Kh-101) có thể bắn xa tới trên 10.000 km). Tuy nhiên, Tomahawk đã được Mỹ sử dụng trong nhiều cuộc chiến, trong khi Kh-55 thì chưa từng được sử dụng trong chiến tranh, cho nên Tomahawk "nổi tiếng" hơn nhiều hơn so với đối thủ Liên Xô của nó.
Các chuyên gia quân sự đánh giá tên lửa Tomahawk là thứ vũ khí mang tính bước ngoặt thay đổi quy luật của chiến tranh hiện đại. Trước khi xuất hiện Tomahawk, không quân và bộ binh Mỹ từng phải chịu những tổn thất nặng nề về người và phương tiện trong các cuộc chiến tranh Triều Tiên và chiến tranh Việt Nam. Với tầm bắn xa của Tomahawk, chỉ cần ngồi một nơi an toàn cách xa chiến trường và phóng tên lửa Tomahawk là có thể phá hủy mục tiêu. Sau khi hàng trăm quả Tomahawk tiêu diệt hoặc làm tê liệt các mục tiêu quan trọng có giá trị cao khiến kẻ thù không còn khả năng chống trả hoặc vô cùng yếu ớt thì các lực lượng Mỹ và đồng minh mới vào cuộc giải quyết chiến trường một cách dễ dàng. Tuy nhiên, Tomahawk cũng có những hạn chế như: việc lập kế hoạch nhiệm vụ tốn rất nhiều thời gian và phức tạp về yêu cầu thông tin tình báo (phải yêu cầu một loạt thông tin chỉ thị mục tiêu từ các cơ quan như Cục Bản đồ, Bộ Quốc phòng, tình báo...), sức công phá không đủ để phá hủy các mục tiêu kiên cố vì đầu nổ của tên lửa chỉ nặng 450 kg (ngang với 1 quả bom cỡ nhỏ) nên chỉ có thể tấn công đối phương ở những nơi tương đối dễ bị tổn thương..
So sánh với đối thủ là loại Kh-55 của Liên Xô:
- Cả Kh-55 và Tomahawk đời đầu (Block I BGM-109A) đều chỉ mang đầu đạn hạt nhân, không có đầu đạn thường. Cả hai đều sử dụng cơ chế dẫn đường TERCOM và chưa có định vị toàn cầu (GPS hoặc GLONASS)[4] Tầm bắn của hai loại ngang nhau (2.500 km), độ sai lệch mục tiêu của Kh-55 vào khoảng 15 mét[4], trong khi Tomahawk đời đầu có độ sai lệch mục tiêu vào khoảng 80 mét[5]
- Biến thể sau của Kh-55 và Tomahawk đều được cải biến để mang đầu đạn thông thường. Kh-55 cải tiến (biến thể nâng cấp Kh-55MS, ra đời năm 1984[6]) sử dụng hệ thống tương phản kỹ thuật số DSMAC cùng với sự hỗ trợ của hệ thống định vị toàn cầu GLONASS (bắt đầu hoạt động từ 1982), tương tự như Tomahawk cải tiến dùng định vị GPS (phiên bản Block III BGM-109C ra đời năm 1993)[4] Tầm bắn của Kh-55MS đạt tới 3.000 km có và độ sai lệch mục tiêu dưới 5 mét[4], trong khi Tomahawk cải tiến tầm bắn bị tụt xuống còn 1.300 km (do phải mang thêm cảm biến GPS)[5] và độ sai lệch mục tiêu vào khoảng 10 mét[5][7]
- Phiên bản mới nhất của Kh-55 là Kh-101 (trang bị năm 2013) có tầm bắn rất xa, lên tới 5.000 km, và được thiết kế với khả năng tàng hình rất cao, thân tên lửa hình oval thay vì hình trụ như phiên bản trước[4]. Một số nguồn cho rằng Kh-101 có thể đạt tới tầm bắn 10.000 km[1] Trong khi đó, Tomahawk bản mới nhất (Block IV BGM-109E) có tầm bắn thấp hơn nhiều (khoảng 1.600 km), hình dạng tên lửa thì vẫn giống như các phiên bản trước[5] Loại tên lửa có tính năng gần nhất của Hoa Kỳ với Kh-101 lại là tên lửa hành trình AGM-129 tầm bắn 3.700 km với thiết kế tàng hình (nhưng đã loại khỏi biên chế từ năm 2012) chứ không phải Tomahawk[1] Mỹ đang nghiên cứu một tên lửa mới thuộc chương trình vũ khí tầm xa LRSO nhằm có được vũ khí đối chọi với Kh-101[1]

Do Kh-55 cũng sử dụng phương pháp dẫn đường bằng GPS/GLONASS, hệ thống tương phản kỹ thuật số DSMAC và TERCOM nên những ưu và hạn chế trong dẫn đường của hai loại tên lửa là giống như nhau.

## Các biến thể
Có nhiều biến thể BGM-109 Tomahawk với nhiều kiểm đầu đạn.
- AGM-109H/L Tên lửa Không đối đất tầm trung (MRASM) – một ASM tầm bắn ngắn hơn, sử dụng động cơ turbin phản lực với đầu đạn bom chùm; chưa từng được đưa vào sử dụng.
- BGM-109A Tomahawk Tên lửa tấn công mặt đất – Hạt nhân (TLAM-A) với một đầu đạn hạt nhân W80. Tầm bắn 2.500 km, độ chệch mục tiêu trung bình khoảng 80 mét[5]. Đã ngừng phục vụ vào năm 2013.
- BGM-109C Tomahawk Tên lửa tấn công mặt đất – Quy ước (TLAM-C) mang một đầu đạn đơn. Tầm bắn 1.300 km. Cải tiến sử dụng dẫn đường GPS giúp giảm độ chệch mục tiêu trung bình còn khoảng 10 mét, tuy nhiên tầm bắn giảm xuống còn 1.300 km do phải mang thêm cảm biến GPS[5]
- BGM-109D Tomahawk Tên lửa tấn công mặt đất – Phân tán (TLAM-D): thay 1 đầu đạn lớn bằng các các đầu đạn con. Tầm bắn 1.300 km
- Tên lửa hành trình phóng trên bộ BGM-109G (GLCM)- với một đầu đạn hạt nhân W84; đã ngừng phục vụ năm 1987
- RGM/UGM-109B Tomahawk Tên lửa chống tàu (TASM) – biến thể chống tàu dẫn đường bằng radar. Tầm bắn 460 km
- RGM/UGM-109E Tomahawk Tên lửa tấn công mặt đất (TLAM Block IV) – phiên bản cải tiến của TLAM-C. Tầm bắn 1.600 km

Tên lửa hành trình phóng trên bộ (GLCM) và phương tiện phóng kiểu xe tải đã được sử dụng tại các căn cứ ở châu Âu; tuy nhiên nó đã bị rút bỏ ngừng phục vụ để tuân thủ Hiệp ước các lực lượng Hạt nhân Tầm trung năm 1987. Nhiều phiên bản chống tàu đã được cải biến thành TLAM vào cuối cuộc Chiến tranh Lạnh. Các TLAM Gói III được đưa vào sử dụng năm 1993 có thể bay xa hơn và sử dụng các bộ thu Hệ thống Định vị Toàn cầu (GPS) để tấn công chính xác hơn. Các TLAM Gói IV đã được thiết kế lại hoàn toàn với một động cơ turbin cánh quạt cải tiến. Động cơ F107-402 này cho phép BLK III mới có khả năng kiểm soát luồng khí phụt, cho phép thay đổi tốc độ trong khi bay. Động cơ này cũng có hiệu suất nhiên liệu tốt hơn. Các TLAM Gói IV có khả năng tấn công sâu và được trang bị với một hệ thống định vị mục tiêu thời gian thực để tấn công các mục tiêu di chuyển nhanh.

## Các nâng cấp
Trong quá trình sử dụng từ năm 1983 tới nay, Mỹ đã liên tục nâng cấp Tomahawk để tăng khả năng chiến đấu của tên lửa.
Từ Block III (năm 1993) đã cải tiến, trang bị thêm GPS để giảm thời gian cần thiết cho lập kế hoạch nhiệm vụ từ 80 giờ xuống còn một giờ., động cơ Turbin khí của Block III cũng được cải tiến để tiêu thụ ít nhiên liệu hơn trong khi lực đẩy tăng hơn 20%  Đến bản nâng cấp Block IV TLAM-E mới nhất thì Tomahawk có thể được định tuyến lại trong chuyến bay tới các mục tiêu được lên kế hoạch trước hoặc mới xuất hiện chứ không còn phải bay theo lộ trình định sẵn. Tên lửa Block IV có khả năng bay lượn linh hoạt trên một khu vực mục tiêu với camera quan sát để cung cấp thông tin chiến trường cho các sĩ quan chỉ huy. Cảm biến quang điện của Tomahawk Block IV cho phép nó cung cấp thông tin đánh giá thiệt hại theo thời gian thực từ các cuộc tấn công trước đó. Block IV là biến thể Tomahawk duy nhất vẫn được sản xuất và các tên lửa Tomahawk còn lại của các biến thể trước sẽ dần được nâng cấp lên Block IV
Block IV là biến thể Tomahawk duy nhất vẫn được sản xuất và các tên lửa Tomahawk còn lại của các biến thể trước sẽ dần được nâng cấp lên Block IV Mỗi tên lửa Tomahawk có thể cải tiến lại bằng cách thay đổi đầu đạn, cách này không quá đắt đỏ và mất nhiều thời gian như mua mới tên lửa. Năm 2015, trong chương trình "All Up Round" (nâng cấp đầu đạn của các tên lửa cũ nhằm tiết kiệm chi phí mua tên lửa mới, hãng Raytheone đã ký hợp đồng nâng cấp 114 tên lửa Tomahawk Block IV cho Hải quân Hoa Kỳ với giá 122.443.911 USD, trung bình 1,07 triệu USD/tên lửa. Sang năm 2016, Lầu Năm Góc có kế hoạch nâng cấp 4.000 tên lửa Tomahawk lên tiêu chuẩn Block IV với chi phí 2 tỷ USD trong 5 năm
Theo thông báo của Bộ Quốc phòng Mỹ, năm 2016 họ đã mua mới 149 quả Tomahawk Block IV với chi phí 297,8 triệu USD, giá trung bình là 2 triệu USD/quả.

## Các hệ thống phóng
Mỗi tên lửa được giữ và phóng từ một thùng chứa điều áp bảo vệ nó trong quá trình vận chuyển và có chức năng lưu giữ cũng như hoạt động như một ống phóng. Những thùng chứa này được xếp trên những Bệ phóng hộp bọc thép (ABL), thường thấy trên các tàu chiến lớp Iowa như USS Iowa, USS New Jersey, USS Missouri, và USS Wisconsin. Những thùng chứa này cũng có trong các Hệ thống phóng thẳng đứng (VLS) trên các tàu chiến nổ khác, các Hệ thống phóng kiểu bao (CLS) trên các tàu ngầm lớp Los Angeles, và trong những ống phóng ngư lôi của tàu ngầm. Tất cả các tàu chiến được trang bị ABL đã được loại khỏi biên chế.
Với các tên lửa phóng từ tàu ngầm (được gọi là UGM-109), sau khi được phóng bằng áp suất khí (phóng đứng qua VLS) hay bằng xung lực nước (phóng ngang qua ống phóng ngư lôi), tên lửa ra khỏi nước và một động cơ đẩy nhiên liệu rắn được kích hoạt trong vài giây đưa tên lửa bay lên không cho tới khi chuyển qua giai đoạn bay hành trình.
Sau khi bắt đầu bay, các cánh của tên lửa mở ra để tạo lực nâng, ống hút gió mở ra và động cơ turbin cánh quạt được dùng cho bay hành trình. Trên mặt nước, tên lửa Tomahawk sử dụng dẫn đường quán tính hay GPS để bay theo hành trình định sẵn; khi tới đất liền hệ thống dẫn đường của tên lửa được hỗ trợ bởi Hệ thống định dạng mặt đất (TERCOM). Giai đoạn dẫn đường cuối cùng được thực hiện bởi hệ thống Điều chỉnh định dạng khu vực theo hình ảnh số (DSMAC) hay GPS, với độ chính xác tuyên bố khoảng 10 mét.
Hệ thống Vũ khí Tomahawk bao gồm một tên lửa, Trung tâm Kế hoạch Phi vụ (TMPC)/Hệ thống Kế hoạch trên mặt nước, và hoặc Hệ thống kiểm soát vũ khí Tomahawk (trên tàu nổi) hay Hệ thống kiểm soát chiến đấu(trên tàu ngầm).
Nhiều phiên bản của các hệ thống điều khiển đã được sử dụng, bao gồm:
- v2 TWCS – Hệ thống Điều khiển Vũ khí Tomahawk (1983), cũng được gọi là "green screens," dựa trên một hệ thống máy tính xe tăng cũ.
- v3 ATWCS – Hệ thống Điều khiển Vũ khí Tomahawk Tiên tiến (1994), hệ thống thương mại đầu tiên, sử dụng HP-UX.
- v4 TTWCS – Hệ thống Điều khiển Vũ khí Tomahawk Chiến thuật, (2003).
- v5 TTWCS – Hệ thống Điều khiển Vũ khí Tomahawk Chiến thuật Thế hệ Tiếp sau. (2006)

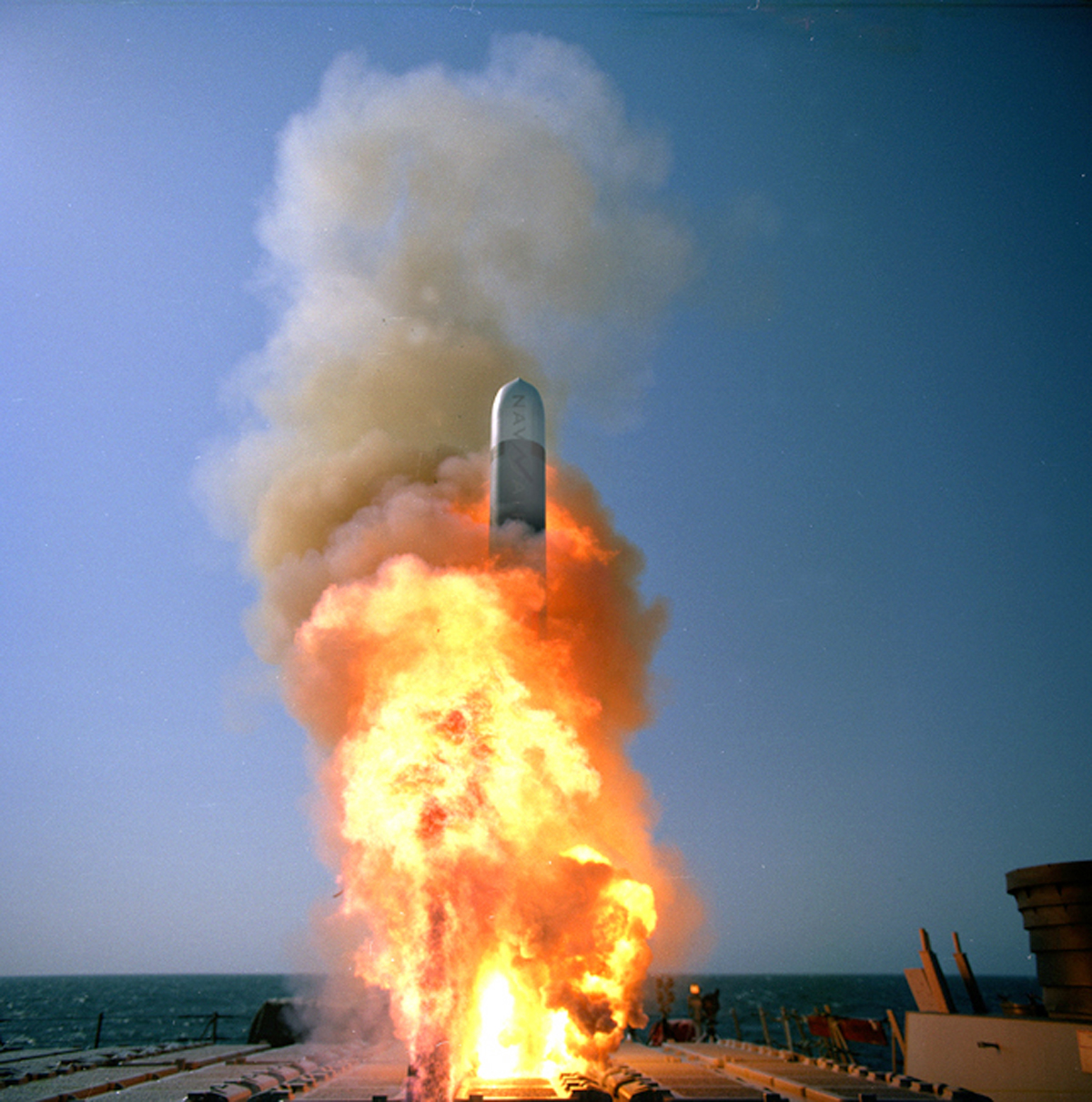
Một tên lửa hành trình Tomahawk phóng từ tàu USS Stethem.
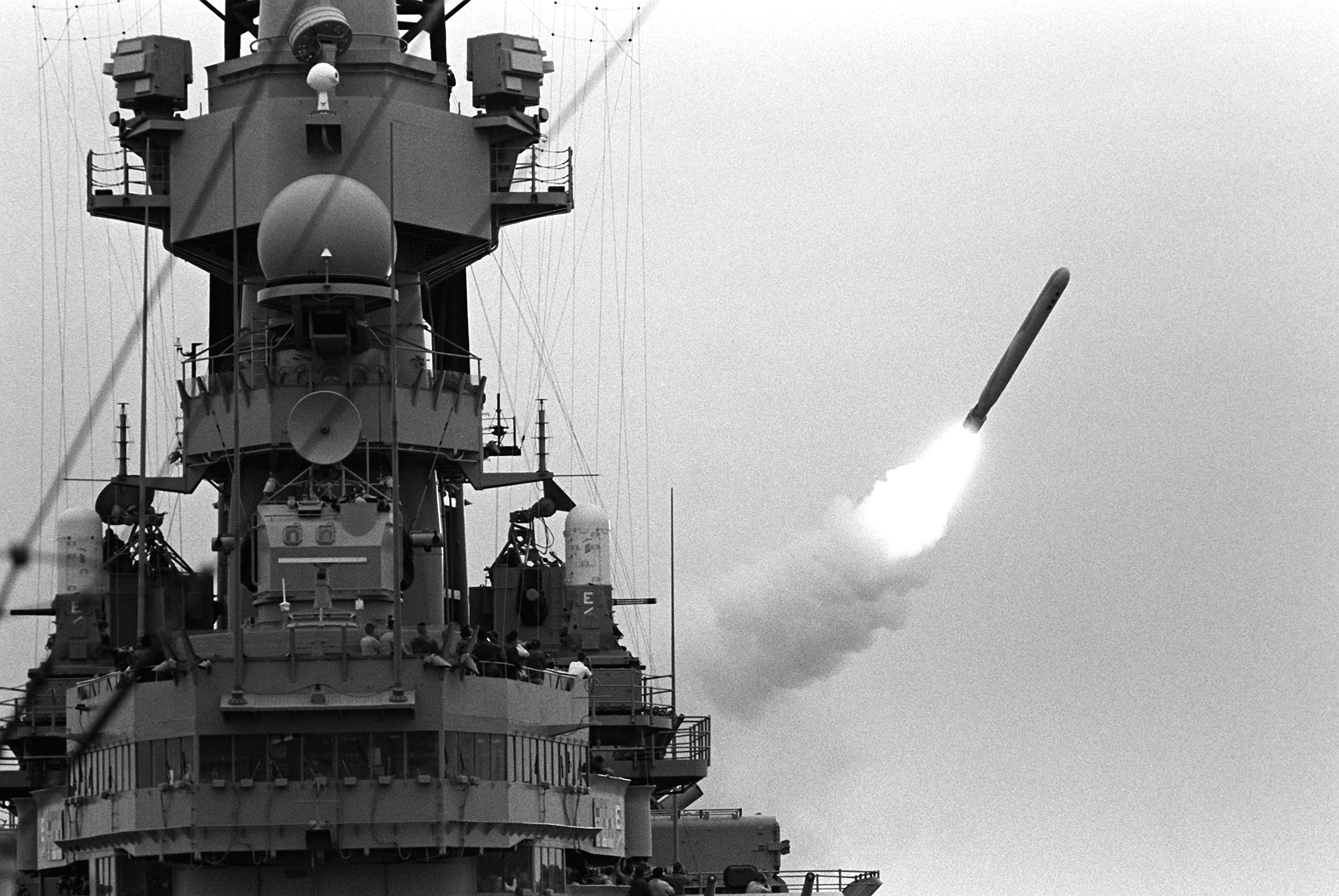
Tàu USS Missouri phóng một tên lửa Tomahawk.
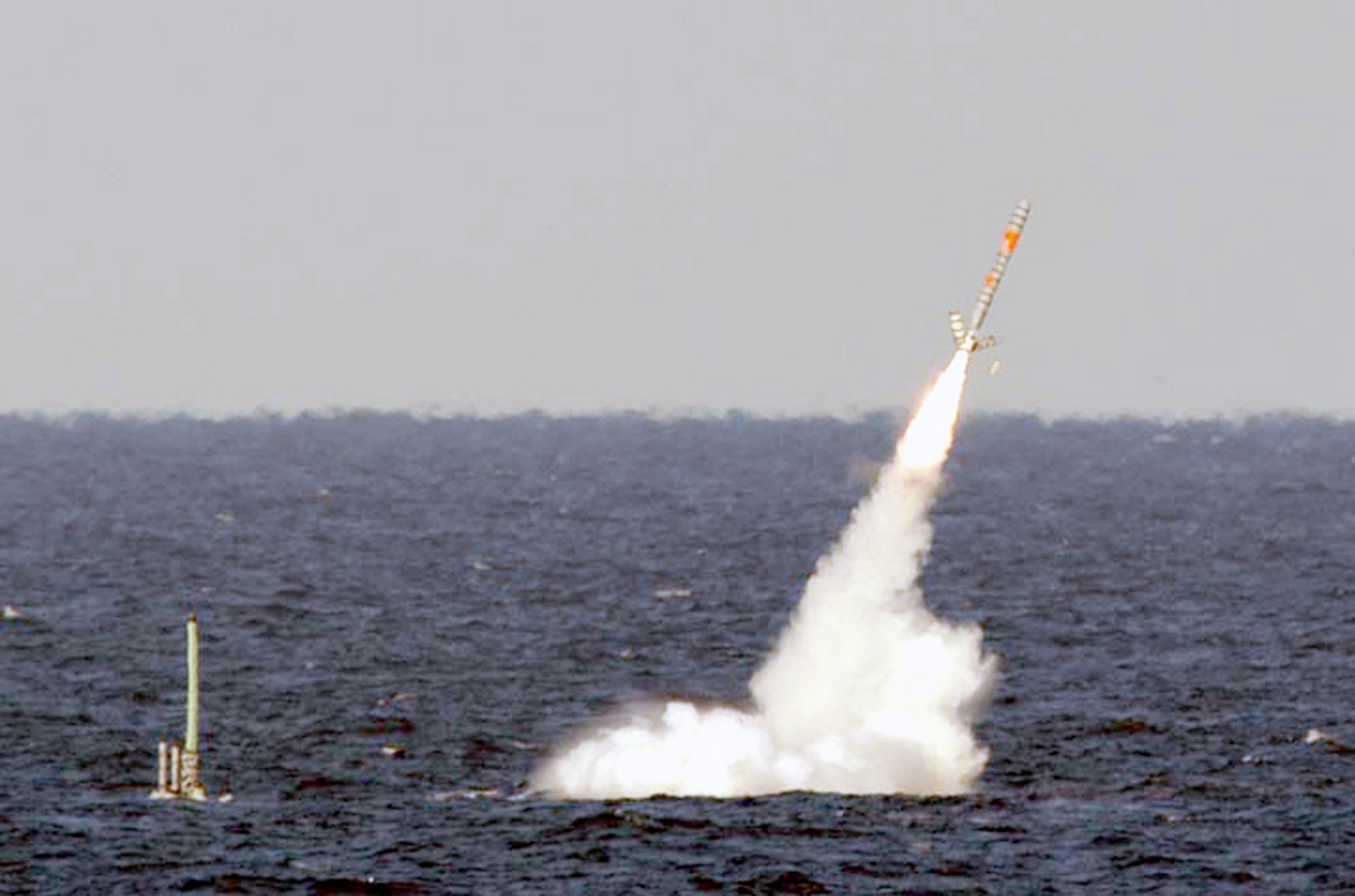
Tên lửa Tomahawk phóng từ tàu ngầm USS Florida.
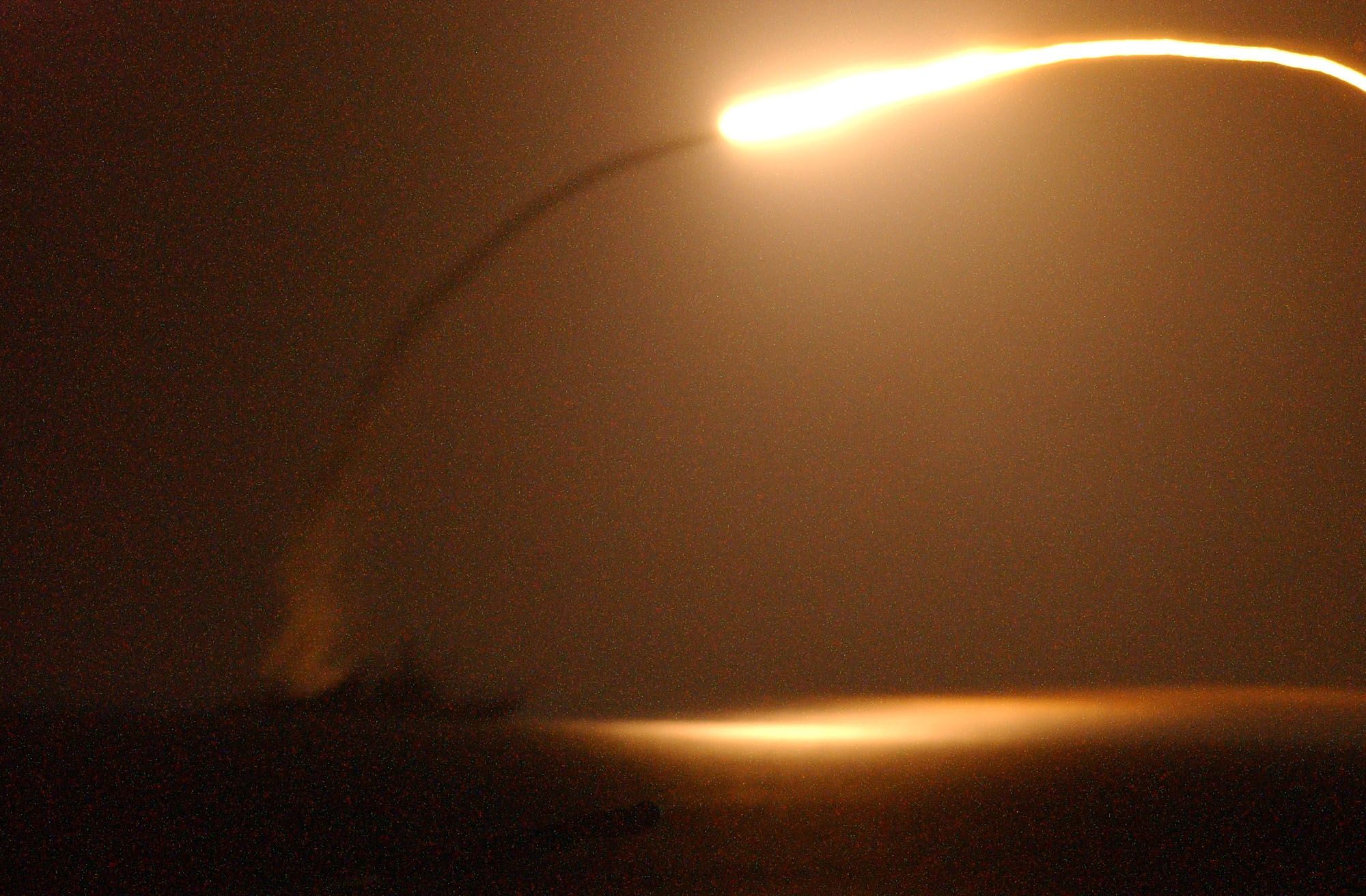
Đường đạn phóng từ một Tàu khu trục lớp Arleigh Burke

## Các chi tiết khác
TLAM-D chứa 166 bom chùm trong 24 thùng chứa; 22 thùng chứa 7 bom và hai thùng chứa 6 bom để khớp với khung vỏ. Các bom chùm cùng kiểm bom Vũ khí Hiệu quả Kết hợp được sử dụng với số lượng lớn bởi Không quân Mỹ. Các thùng chứa bom chùm được phân tán theo hai thùng mỗi lần, mỗi thùng một phía. Tên lửa có thể thực hiện tới năm đoạn mục tiêu cho phép nó tấn công nhiều mục tiêu. Tuy nhiên để có mật độ bao phủ đủ thường thì toàn bộ 24 thùng chứa được phân tán theo dãy từ sau ra trước.
TERCOM – Hệ thống định dạng mặt đất. Một hình ảnh số đại diện một khu vực mặt đất được lập bản đồ dựa trên dữ liệu số độ cao mặt đất hay hình ảnh nổi. Bản đồ này sau đó được đưa vào một phi vụ TLAM và sau đó được nhập vào tên lửa. Khi tên lửa đang bay nó so sánh dữ liệu bản đồ lưu trữ với dữ liệu đo độ cao của radar được thu thập khi tên lửa bay qua khu vực. Dựa trên kết quả so sánh, hệ thống dẫn đường quán tính của tên lửa được cập nhật và tên lửa điều chỉnh lại hành trình của mình.
DSMAC - Điều chỉnh định dạng khu vực theo hình ảnh số. Một hình ảnh số hóa của một khu vực được lập bản đồ sau đó được nhập vào một phi vụ TLAM. Trong khi bay tên lửa kiểm tra những hình ảnh nó lưu trữ có tương thích với hình ảnh ở dưới không. Dựa trên các kết quả so sánh hệ thống dẫn đường quán tính của tên lửa cập nhật và tên lửa điều chỉnh hành trình.
- Tổng chi phí chương trình: $US 11.210.000.000[15]

## Các điểm yếu
Giống như mọi vũ khí khác, dù hiện đại nhưng Tomahawk cũng có những điểm yếu để khai thác.

### Điểm yếu trong hệ thống điều khiển
Điểm yếu căn bản của Tomahawk nằm ở cơ chế dẫn đường dù đây là khâu quan trọng nhất quyết định chất lượng tên lửa. Đối với cơ chế dẫn đường TERCOM, bản đồ khu vực mục tiêu bắt buộc phải được nạp vào tên lửa. Do đó, tên lửa gặp nhiều khó khăn khi hoạt động ở những khu vực địa lý phức tạp nhiều đồi núi. Trong những lần tấn công vào Afghanistan, nơi có địa hình phức tạp đã bộc lộ điểm yếu của Tomahawk. Tên lửa gặp khó khăn trong việc tiếp cận các mục tiêu bên trong các khu vực rừng núi.
Cơ chế dẫn đường DSMAC thì đòi hỏi tên lửa phải có bộ nhớ đủ lớn để cập nhật nhiều hình ảnh, ngoài ra cần có hệ thống liên kết dữ liệu băng thông rộng để cập nhật ảnh mục tiêu trong thời gian thực. Việc truyền và nhận hình ảnh có độ trễ nhất định từ 1-2 giây. Ngoài ra, điều kiện thời tiết như mưa, sương mù, gió cát... có thể ảnh hưởng lớn đến chất lượng hình ảnh và tốc độ truyền dữ liệu. DSMAC thường bị chậm và chưa thực sự hiệu quả. Nó cũng dễ bị đánh lừa bởi các biện pháp ngụy trang. Để gây nhiễu DSMAC, có thể sử dụng các màn khói ở cự ly cách mục tiêu bị tấn công 25–30 km và sử dụng các vật cản hồng ngoại để làm trục trặc các hệ dẫn quang-điện tử và truyền hình giai đoạn cuối.
Đối với khả năng dẫn đường bằng tín hiệu GPS, nếu tín hiệu vệ tinh bị gây nhiễu sẽ khiến tên lửa dễ bay trượt mục tiêu. Trong chiến tranh Iraq, có nhiều tên lửa Tomahawk đã bị gây nhiễu. Theo một số nguồn tin, một lượng không nhỏ đã bay lạc sang tận Afghanistan và không phát nổ. Trong chiến dịch "Con Cáo sa mạc" từ ngày 16 đến ngày 19/12/1998, Mĩ phóng 415 quả tên lửa hành trình trong đó có 325 quả tên lửa Tomahawk phóng từ tàu biển, 90 quả AGM-86 phóng từ máy bay, dự kiến khả năng 100/147 mục tiêu của Irắc bị phá huỷ. Tuy nhiên tên lửa hành trình của Mĩ chỉ đánh trúng khoảng 20%, vì Irắc đã có kinh nghiệm phòng tránh. Từ đầu năm 2003, khi Mỹ tấn công Iraq, trong 5 ngày đầu, hàng chục tên lửa Tomahawk đã trượt mục tiêu do Iraq sử dụng các thiết bị gây nhiễu mua của Nga. Chỉ sau khi không quân Mỹ phá hủy các máy gây nhiễu bằng một đợt ném bom rải thảm, các tên lửa Tomahawk mới có thể khôi phục khả năng tấn công.
Trong vụ tập kích sân bay Shayrat của Syria vào ngày 7/4/2017, Mỹ đã phóng 59 quả tên lửa Tomahawk. Theo tuyên bố của Bộ trưởng Quốc phòng Mỹ, 58 quả tên lửa đã bắn trúng vào khu vực sân bay, 20% số máy bay vẫn còn đang hoạt động của Syria đã bị tiêu diệt sau vụ tấn công Tuy nhiên, theo tuyên bố của Bộ quốc phòng Nga thì có tới 34 quả bị rơi trước khi tới mục tiêu. Theo tờ “Veterans Today” của các nhà báo từng là quân nhân Hoa Kỳ, trong số 34 lửa hành trình Tomahawk của Mỹ bị rơi, có 5 quả rơi trên đất liền, còn 29 quả rơi ngay từ ngoài biển. Trong số 25 quả bay tới nơi, 2 quả bị chệch hướng và rơi cách sân bay khoảng 1 – 2 km, chỉ có 23 quả đánh trúng khu vực sân bay (trong số 23 quả này cũng chỉ có khoảng 10 quả thực sự đánh trúng các ụ chứa máy bay, trạm điều khiển hoặc kho đạn, số còn lại đã bị chệch vài chục mét nên không gây phá hủy nhiều). Sân bay Shayrat bị hư hại nhẹ, khoảng 7 binh sĩ và 9 dân thường thiệt mạng, 9 máy bay cũ bị phá hủy hoặc bị hỏng nặng, nhưng sân bay đã khôi phục hoạt động vào ngay hôm sau. Như vậy, theo nhận định của Vetteran Today, cuộc tấn công trị giá tới gần 100 triệu USD nhưng chỉ đạt hiệu quả rất nhỏ. Không rõ nguyên nhân tỷ lệ đánh trúng đích rất nhỏ trong cuộc tấn công này, nhưng xác những quả tên lửa Tomahawk được tìm thấy rải rác xung quanh sân bay và còn khá nguyên vẹn, chứng tỏ chúng không hề bị đánh chặn bằng tên lửa phòng không. “Veterans Today” phỏng đoán có thể số tên lửa này đã bị Nga gây nhiễu bằng hệ thống đối kháng điện tử Khibiny trang bị trên chiến đấu cơ hoặc hệ thống Krasukha-4 được triển khai tại khu vực gần với Tartus và Shayrat. Theo “Veterans Today” dự đoán thì có thể khi Tomahawk tiến gần đến bờ biển khu vực Tartus, do địa hình phức tạp nên các cảm biến TERCOM đã được kích hoạt, trong đó có thiết bị đo độ cao, sóng vô tuyến của thiết bị này sẽ bị hệ thống Krasukha-4 phát hiện và gây nhiễu, khiến tên lửa tự lao xuống đất. Những hình ảnh được Mỹ công bố ghi lại quá trình tấn công từ các máy bay do thám cũng cho thấy các quả tên lửa Tomahawk gần như đánh chệch mục tiêu, nhiều cụm nhà chứa máy bay hoàn toàn không hề hấn gì

### Vận tốc bay
Đường bay của Tomahawk bị phụ thuộc cứng nhắc vào đặc điểm chia cắt nhất định của bề mặt địa hình. Vì thế, buộc phải phóng một số lượng lớn Tomahawk bay theo cùng một đường bay hay một số đường bay nằm gần nhau. Do đó, nếu dự báo được đường bay của Tomahawk sẽ dễ dàng thiết lập hệ thống phòng không nhiều tầng cho mục tiêu cần bảo vệ.
Tên lửa hành trình Tomahawk có tốc độ cận âm (dưới âm thanh), tốc độ bay chỉ đạt 800 km/h, hơn nữa độ cao bay cũng khá thấp, mặc dù khó bị radar phát hiện, nhưng lại dễ bị hỏa lực phòng không tầm thấp bắn hạ. Trong chiến tranh vùng Vịnh năm 1991, trong số 288 tên lửa Tomahawk được bắn đi, 29 quả đã bị bắn hạ bởi quân đội Iraq, tỷ lệ đánh chặn đạt 10%. Còn năm 1993, khi Tomahawk tấn công vào các căn cứ hạt nhân của Iraq, tỷ lệ bắn hạ thành công của Iraq đã đạt đến 18%.
Năm 1999, lực lượng phòng không Nam Tư chỉ có các hệ thống phòng không cũ như S-75 Dvina, S-125 Pechora, Strela-1 và Strela-10, tên lửa phòng không mang vác Strela-2 và pháo phòng không. Tuy nhiên, với chiến thuật hợp lý, Nam Tư đã bắn hạ được khoảng 40 quả Tomahawk, đạt tỷ lệ 20%. Phi công tiêm kích Miroslav Druginic được Nam Tư ghi nhận trong 1 đêm đã bắn rơi 6 tên lửa hành trình bằng một máy bay tiêm kích. Nam Tư cũng sử dụng rộng rãi các hệ thống phòng không tầm ngắn có hiệu quả khá cao và ít chịu tác động của khí tài tác chiến điện tử, bắn vào các mục tiêu quan sát được bằng mắt như tên lửa hành trình bay thấp. Ước tính trong cuộc tấn công Nam Tư, chỉ có 60-70% trong tổng số tên lửa hành trình của Mỹ bay tới được mục tiêu, thay vì 80-90% như đã đạt được trong điều kiện lý tưởng của chiến tranh Iraq năm 1991.
Ngày 14/4/2018, 105 tên lửa hành trình (bao gồm gần 70 quả Tomahawk) được phóng từ các chiến hạm của Hải quân Mỹ cùng với các tên lửa hành trình và tên lửa Storm Shadow của Anh và Pháp đã tấn công các mục tiêu ở Syria. Phía Syria tuyên bố họ đã bắn hạ 71 tên lửa hành trình nhắm vào Syria Cụ thể, Syria đã phóng 112 quả đạn từ nhiều loại hệ thống phòng không, đạt tỷ lệ trúng đích rất cao: 23/25 tên lửa Pantsir-S1, 24/29 tên lửa của hệ thống Buk, 5/12 tên lửa SA-3, 11/21 tên lửa SA-6, 5/11 tên lửa 9K33 Osa, 3/5 tên lửa SA-9 đã diệt mục tiêu thành công. Tất cả bốn tên lửa nhằm vào sân bay Dumayr, 18 tên lửa phóng tới căn cứ không quân Blei, 14 tên lửa nhắm tới sân bay Shayrat và T-4 đã bị hạ. Phòng không Syria cũng diệt thành công 5/9 tên lửa hướng tới căn cứ không quân Mezzeh, 13/16 tên lửa đánh vào sân bay Homs, Tuy nhiên, quân đội Syria chỉ chặn được 5/30 tên lửa tấn công trung tâm nghiên cứu tại Barzeh và Djaramani (do các cơ sở này đã bị bỏ hoang nên có ít hệ thống phòng không bảo vệ) Ngày 25/4/2018, Nga công bố: trong số 105 quả tên lửa được Anh-Pháp-Mỹ được phóng đi, chỉ có 22 quả trúng đích (tỷ lệ trúng đích chỉ đạt 21%). 66 quả đã bị Syria bắn hạ và 17 quả khác bị trượt mục tiêu (do bị gây nhiễu hoặc bị trục trặc)

### Giá thành
Tomahawk có giá thành cao (~1,87 triệu USD/quả thời giá 2017, tương đương với giá của một chiếc xe bọc thép) nên nó được dành cho những mục tiêu quan trọng, nó không thích hợp cho chiến tranh chống du kích hoặc bắn vào mục tiêu có giá trị thấp.
Khi tấn công, tên lửa đòi hỏi phải được cung cấp những thông tin tình báo chính xác và kịp thời về mục tiêu. Năm 1998, Mỹ đã bắn hàng chục tên lửa hành trình vào các trại huấn luyện của Al-Qaeda ở Afghanistan, tiêu tốn hàng chục triệu USD, nhưng Osama bin Laden đã rời khỏi đó từ trước và chỉ có vài lính bị tiêu diệt trong vụ tấn công tốn kém này.
Việc ngụy trang, chế tạo mục tiêu giả sẽ đánh lừa các hệ thống trinh sát, nếu Tomahawk đánh nhầm vào các mục tiêu giả thì coi như quả tên lửa giá 1,6 triệu USD bị mất một cách vô ích. Các mục tiêu giả làm bằng gỗ hoặc cao su có giá thành rất rẻ và dễ được sản xuất hàng loạt, chúng sẽ khiến đối phương bối rối, không thể nhận ra mục tiêu thật nằm giữa hàng trăm mục tiêu giả. Ngay cả một quốc gia mạnh như Hoa Kỳ cũng có thể bị số lượng lớn mục tiêu giả làm cạn kiệt lượng tên lửa Tomahawk có trong kho.
Năm 1999, bất chấp việc Mỹ đã bắn 218 quả Tomahawk cùng hàng ngàn phi vụ ném bom khác, quân đội Nam Tư đồn trú ở Kosovo đã rút khỏi Kosovo gần như đầy đủ biên chế, vũ khí và trang bị hầu như không bị tổn thất. Những chiếc máy bay mà các vệ tinh Mỹ chụp ảnh được thực ra là các mô hình làm bằng gỗ dán hoặc bằng cao su bơm hơi. Trước khi xảy ra xung đột, Nam Tư đã chế tạo đến 200 mô hình máy bay MiG-29 và MiG-21 bằng gỗ dán và đã khiến Mỹ lãng phí nhiều tên lửa để tiêu diệt những mô hình giả này. Gần 100% mục tiêu công nghiệp dầu mỏ, 70% mục tiêu của công nghiệp hàng không, 40-50% các nhà máy xe tăng, đạn dược, gần 70% đường ô tô và đường sắt, 20-80% hạ tầng quân sự bị loại khỏi vòng chiến. Tuy nhiên, phòng không Nam Tư đã duy trì được thời gian tác chiến khá dài trong điều kiện không quân NATO chiếm ưu thế áp đảo cả về số lượng lẫn chất lượng. Nghệ thuật nguỵ trang mục tiêu xuất sắc của Nam Tư đã xoá tan huyền thoại về sự "toàn năng" của các phương tiện trinh sát và vũ khí hiện đại. Theo lời khẳng định của Mỹ, Nam Tư đã không còn quân đội sau những trận không kích ác liệt. Tuy nhiên, điều sửng sốt đối với đa số các nhà quan sát là quân đội Nam Tư đồn trú ở Kosovo vẫn còn gần như đủ biên chế, cùng vũ khí và trang bị. Hầu như toàn bộ các máy bay chiến đấu Nam Tư đã tự bay khỏi sân bay Pristina, trong đó 11 chiếc bay ngay và 3 chiếc còn lại bay đi sau vài ngày sửa chữa nhỏ (theo các báo cáo của NATO dựa trên ảnh vệ tinh thì các máy bay này bị coi là đã bị tiêu diệt, nhưng thực ra các bức ảnh vệ tinh chụp được chỉ các mục tiêu giả).
Vì những điểm yếu trên, Tomahawk có thể không phát huy được tác dụng khi tấn công vào các quốc gia có lực lượng phòng không mặt đất hiện đại.

## Các bên sử dụng

Các bên sử dụng tên lửa Tomahawk

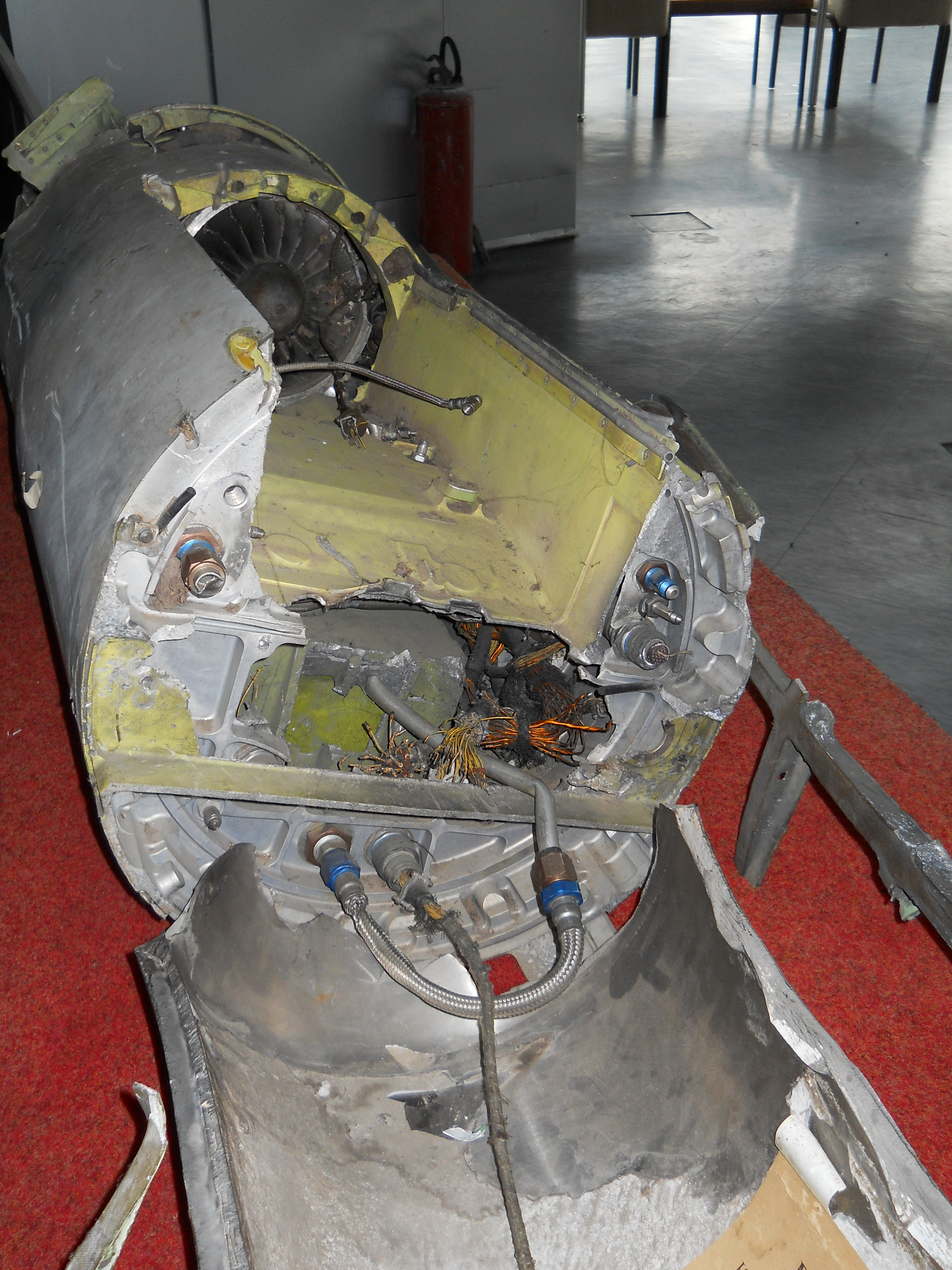
Những mảnh còn lại của tên lửa Tomahawk sau khi tấn công trong Chiến dịch Lực lượng Đồng Minh, với động cơ turbin cánh quạt tại Bảo tàng Hàng không ở Belgrade, Serbia.

### Hải quân Mỹ
- Trong Chiến tranh vùng Vịnh năm 1991, 297 tên lửa Tomahawk đã được bắn. Quả đầu tiên được phóng từ tàu tuần tiễu USS San Jacinto ngàu 17 tháng 1 năm 1991. Các tàu ngầm tấn công USS Pittsburgh và USS Louisville bắn những quả tiếp theo. Trong đó, 282 tên lửa phóng thành công, 9 tên lửa bị "xịt" không thể rời ống phóng, 6 tên lửa bị trục trặc và rơi xuống nước ngay sau khi rời ống phóng. Tỷ lệ phóng thành công đạt 95%.
- Ngày 26 tháng 6 năm 1993, 23 tên lửa Tomahawk đã được bắn vào sở chỉ huy tình báo và trung tâm chỉ huy của Iraq.
- Ngày 10 tháng 9 năm 1995, tàu USS Normandy đã bắn 13 tên lửa Tomahawk từ Biển Adriatic vào một tháp tiếp sóng radio quốc phòng quan trọng tại lãnh thổ Seriba Bosnia trong Chiến dịch Lực lượng Cân nhắc.
- Ngày 3 tháng 9 năm 1996, 44 tên lửa hành trình giữa UGM-109 và B-52 phóng AGM-86, đã được bắn vào các mục tiêu phòng không ở miền nam Iraq.
- Ngày 20 tháng 8 năm 1998, khoảng 75 tên lửa Tomahawk đã được bắn đồng thời vào hai vùng mục tiêu riêng biệt tại Afghanistan và Sudan để trả đũa cho các vụ đánh bom đại sứ quán Mỹ của Al-Qaeda. Hai tàu chiến của Hoa Kỳ ở Biển Đỏ đã bắn 13 tên lửa tại nhà máy dược phẩm Al-Shifa của Sudan là nơi đã giúp Bin Laden chế tạo vũ khí hóa học. Toàn bộ nhà máy đã bị phá hủy, kể cả các phòng thí nghiệm đã bị hư hại nghiêm trọng.
- Ngày 16 tháng 12 năm 1998, các tên lửa Tomahawk đã được bắn vào các mục tiêu quan trọng của Iraq trong Chiến dịch Cáo Sa mạc.
- Mùa xuân năm 1999, 218 tên lửa Tomahawk đã được các tàu chiến Mỹ và một tàu ngầm Anh bắn vào các mục tiêu tại Nam Tư trong Chiến dịch Lực lượng Đồng minh.
- Tháng 10 năm 2001, xấp xỉ 50 tên lửa Tomahawk đã được bắn vào các mục tiêu khủng bố tại Afghanistan trong những giờ mở đầu của Chiến dịch Tự do Bền vững.
- Trong cuộc xâm lược Iraq năm 2003, hơn 725 tên lửa Tomahawk đã được bắn vào các mục tiêu quan trọng ở Iraq.[27]
- Ngày 17 tháng 12 năm 2009, hai tên lửa Tomahawk đã được bắn vào các mục tiêu ở Yemen[28]. Một trong các mục tiêu đã bị bắn trung bởi tên lửa TLAM-D. Mục tiêu này được miêu tả là một 'cái gọi là trại huấn luyện của al-Qa’ida ' tại al-Ma’jalah thuộc vùng al-Mahfad một vùng thủ lĩnh Abyan tại Yemen. Ân xá Quốc tế đã thông báo rằng 55 người đã bị giết hại trong vụ tấn công, gồm 41 thường dân (21 trẻ em, 14 phụ nữ và 6 người đàn ông). Chính phủ Hoa Kỳ và Yemen từ chối xác nhận, những thông tin ngoại giao được tiết lộ như một phần của Cablegate sau này xác nhận tên lửa đã được bắn đi từ một tàu hải quân Mỹ.[29]
- Ngày 19 tháng 3 năm 2011, 124 tên lửa Tomahawk [30] đã được các lực lượng Mỹ và Anh (122 Mỹ, 2 Anh) bắn [31] vào ít nhất 20 mục tiêu tại Libya quanh Tripoli và Misrata.[32] Tới ngày 22 tháng 3 năm 2011, 159 UGM-109 đã được các tàu chiến Mỹ và Anh bắn vào các mục tiêu ở Libya.[33]
- Ngày 7/4/2017, trong vụ tập kích sân bay Shayrat của Syria, hải quân Mỹ đã phóng 59 quả tên lửa Tomahawk để phản ứng lại việc mà chính phủ Mỹ cho là máy bay của Syria đã tấn công tỉnh Idlib với vũ khí hóa học giết chết ít nhất 100 người, trong đó có ít nhất 27 trẻ em và khoảng 400 người đã được đưa tới bệnh viện ngày 4/4/2017".[34] Theo tuyên bố của Bộ trưởng Quốc phòng Mỹ, 58 quả tên lửa đã bắn trúng vào khu vực sân bay, 20% số máy bay vẫn còn đang hoạt động của Syria đã bị tiêu diệt sau vụ tấn công[18] Một đánh giá do ImageSat International thì 44 mục tiêu đã bị đánh trúng, trong đó 13 hầm chứa máy bay kiên cố (HAS) đã trúng 23 tên lửa. Một số mục tiêu có thể đã đánh hai lần. Bảy bồn chứa nhiên liệu của căn cứ đã trúng tổng cộng 8 tên lửa, 5 quả khác tiêu diệt một radar của một hệ thống tên lửa phòng không SA-6.[35] Theo ImageSat thì Tomahawks đã được sử dụng hiệu quả với các mục tiêu chất lượng, tuy nhiên hư hại tổng thể là khá hạn chế do Tomahawk chỉ mang được đầu đạn nặng 450 kg. Tổng thống Donald Trump giải thích lý do Mỹ không phá hủy đường băng tại căn cứ không quân của Syria: "Lý do bạn không tấn công đường băng là bởi việc sửa chữa chúng quá dễ dàng và không tốn kém" [36] Ngược lại, theo Bộ quốc phòng Nga thì chỉ có 23 tên lửa bay tới căn cứ, trong khi có tới 34 quả bị rơi trước khi tới mục tiêu[37]. Theo Syria thì Hoa Kỳ đã phóng đại kết quả của cuộc tập kích, họ cho rằng chỉ có 9 máy bay cũ bị phá hủy hoặc bị hỏng nặng bởi các cuộc tập kích, bao gồm 5 Su-22M3, 1 Su-22M4 và 3 Mig-23ML[38] Theo báo “Veterans Today” của các nhà báo từng là quân nhân Hoa Kỳ, xác những quả tên lửa Tomahawk được tìm thấy rải rác xung quanh sân bay và còn khá nguyên vẹn, chứng tỏ chúng không hề bị đánh chặn bằng tên lửa phòng không. “Veterans Today” phỏng đoán có thể số tên lửa này đã bị Nga gây nhiễu bằng hệ thống đối kháng điện tử Khibiny trang bị trên chiến đấu cơ hoặc hệ thống Krasukha-4 được triển khai tại khu vực gần với Tartus và Shayrat. Theo “Veterans Today” dự đoán thì có thể khi Tomahawk tiến gần đến bờ biển khu vực Tartus, do địa hình phức tạp nên các cảm biến TERCOM đã được kích hoạt, trong đó có thiết bị đo độ cao, sóng vô tuyến của thiết bị này sẽ bị hệ thống Krasukha-4 phát hiện và gây nhiễu, khiến tên lửa tự lao xuống đất. Theo Veterans Today, trong số 34 tên lửa Tomahawk bị rơi, có 5 quả rơi trên đất liền, còn 29 quả rơi ngay từ ngoài biển. Trong số 23 quả bay tới đích, nhiều quả vẫn bị chệch mục tiêu vài chục mét nên không gây phá hủy nhiều. Những hình ảnh được Mỹ công bố ghi lại quá trình tấn công từ các máy bay do thám cũng cho thấy các quả tên lửa Tomahawk gần như đánh chệch mục tiêu, nhiều cụm nhà chứa máy bay hoàn toàn không hề hấn gì[21] Sân bay Shayrat bị hư hại một phần, khoảng 7 binh sĩ và 9 dân thường thiệt mạng, nhưng sân bay đã khôi phục hoạt động vào ngay hôm sau.[20]

Ngày 14/4/2018, 105 tên lửa hành trình bao gồm Tomahawk phóng từ các chiến hạm của Hải quân Mỹ cùng với các tên lửa hành trình và tên lửa Storm Shadow của Anh và Pháp đã tấn công các mục tiêu ở Syria. Đây là phản ứng trước việc chính quyền Syria bị cáo buộc tấn công hóa học vào dân thường ở Douma, Đông Ghouta, khiến khoảng 70 người thiệt mạng, dù phía Syria phủ nhận. Trung tướng Kenneth F. McKenzie Jr., giám đốc Hội đồng Tham mưu Liên quân Mỹ, thông báo Mỹ "đã phóng 105 tên lửa nhằm vào ba mục tiêu có khả năng ảnh hưởng tới năng lực của chính quyền Syria về phát triển, triển khai và sử dụng vũ khí hóa học trong tương lai". Theo Mỹ, liên quân đã bắn trúng Trung tâm Nghiên cứu và Phát triển Barzeh với 76 tên lửa, phá hủy toàn bộ cơ sở này và "khiến năng lực vũ khí hóa học của Syria thụt lùi nhiều năm"" Hình ảnh vệ tinh cho thấy kho quân sự Him Shinshar tại thành phố Homs đã bị phá hủy gần như hoàn toàn Trung tướng Kenneth F. McKenzie Jr khẳng định không có tên lửa nào bị bắn hạ và nhận định "Syria phản ứng không hữu hiệu thấy rõ trên mọi phương diện" Ngược lại, phía Syria tuyên bố họ đã bắn hạ 71 tên lửa hành trình nhắm vào Syria Cụ thể, Syria đã phóng 112 quả đạn từ nhiều loại hệ thống phòng không, đạt tỷ lệ trúng đích rất cao: 23/25 tên lửa Pantsir-S1, 24/29 tên lửa của hệ thống Buk, 5/12 tên lửa SA-3, 11/21 tên lửa SA-6, 5/11 tên lửa 9K33 Osa, 3/5 tên lửa SA-9 đã diệt mục tiêu thành công. Tất cả bốn tên lửa nhằm vào sân bay Dumayr, 18 tên lửa phóng tới căn cứ không quân Blei, 14 tên lửa nhắm tới sân bay Shayrat và T-4 đã bị hạ. Phòng không Syria cũng diệt thành công 5/9 tên lửa hướng tới căn cứ không quân Mezzeh, 13/16 tên lửa đánh vào sân bay Homs, Tuy nhiên, quân đội Syria chỉ chặn được 5/30 tên lửa tấn công trung tâm nghiên cứu tại Barzeh và Djaramani (do các cơ sở này đã bị bỏ hoang nên có ít hệ thống phòng không bảo vệ). Ảnh vệ tinh cho thấy các mục tiêu tuy bị thiệt hại nặng, nhưng mức tàn phá không tương xứng với hàng chục quả tên lửa. Mỗi quả Tomahawk được trang bị đầu đạn mạnh tương đương 500 kg thuốc nổ TNT, chỉ cần 10 tên lửa trúng đích cũng thừa sức phá hủy toàn bộ 3 mục tiêu của Syria chứ không cần phóng tới hàng chục quả. Điều đó cho thấy rất nhiều tên lửa Tomahawk đã bị đánh chặn, nên phía Mỹ mới cần phóng tới 105 tên lửa như vậy
Ngày 25/4/2018, Nga công bố chi tiết thành tích của phòng không Syria như sau:
- Chỉ có 22 tên lửa của Mỹ, Anh, Pháp trúng đích;
- 46 tên lửa bị Syria đánh chặn ở khu vực thủ đô và gần các sân bay Duvali, Dumayr, Blai, và Mazzeh;
- 20 tên lửa bị Syria đánh chặn ở khu vực Homs (như vậy tổng cộng Syria đã bắn hạ 66 quả);
- 17 tên lửa bị rơi do trục trặc hoặc bị gây nhiễu.
- 2 tên lửa chưa phát nổ (gồm 1 quả Tomahawk và 1 quả tên lửa của Anh hoặc Pháp) đã được giữ và đưa về Nga để phân tích.

Theo Tổ chức Giám sát Nhân quyền Syria (SOHR), một tổ chức có trụ sở tại Anh đang giám sát các hoạt động tại Syria cho biết: các mục tiêu tấn công của liên quân Mỹ ở Syria đều vắng bóng người từ nhiều ngày trước. Hoạt động sơ tán ở các tòa nhà quan trọng của quân đội ở Damascus cũng như các căn cứ quân sự và sân bay được thực hiện ngay sau khi Mỹ đe dọa tấn công. Lý giải về việc Nga không tham chiến trong suốt thời gian Syria bị không kích, Bộ Quốc phòng Nga đưa ra một thông báo vắn tắt: tên lửa liên quân không đi vào không phận do các đơn vị Nga bảo vệ tại hai căn cứ Tartus và Khmeimim của Syria dù trước đó Nga đã tuyên bố sẽ bắn hạ bất kỳ tên lửa nào tấn công Syria. Bộ Ngoại giao Nga cho rằng Mỹ sẽ muốn đối thoại về ổn định chiến lược sau hành động quân sự nhằm vào Syria.
Hải quân Mỹ có trong kho khoảng 3,500 tên lửa hành trình Tomahawk thuộc mọi biến thể, với tổng giá trị xấp xỉ US $2.6 tỷ.

### Hải quân Hoàng gia Anh
Hoa Kỳ đã đồng ý bán hơn 60 tên lửa 60 Tomahawk cho Vương quốc Anh năm 1995 để sử dụng trên các tàu ngầm hạt nhân của Hải quân Hoàng gia. Những tên lửa đầu tiên được mua và thử nghiệm năm 1998.
Tất cả hạm đội tàu ngầm của Hải quân Hoàng gia hiện tại (tính đến  năm 2012) đều có khả năng phóng tên lửa Tomahawk, gồm cả tàu ngầm tấn công mới lớp Astute.
Năm 2004, chính phủ Vương quốc Anh và Hoa Kỳ đã đạt một thỏa thuận cho phép Anh mua 64 tên lửa Tomahawk thế hệ mới – Gói IV hay tên lửa TacTom. Hệ thống phóng thẳng đứng SYLVER được trang bị cho tàu khu trục Type 45 được các nhà sản xuất tuyên bố có khả năng bắn tên lửa Tomahawk, dù bệ phóng A50 trên tàu Type 45 quá ngắn cho loại vũ khí này (cần silo A70). Tuy nhiên, Type 45 đã được thiết kế với trọng lượng và không gian cho phép trang bị thêm một silo Mk41 hay Sylver A70, khiến TLAM Gói IV trở thành một loại vũ khí có thể trang bị cho Type 45 nếu cần thiết. Pháp, vốn cũng sử dụng bệ phóng SYLVER, đang phát triển một phiên bản tên lửa hành trình Storm Shadow/Scalp có khả năng phóng từ hệ thống SYLVER, khiến loại tên lửa này sẽ có khả năng tương tự nhưng với tầm tấn công ngắn hơn.
Chiến tranh Kosovo năm 1999 chứng kiến tàu HMS Splendid trở thành tàu ngầm đầu tiên của Anh bắn tên lửa Tomahawk trong chiến đấu. Thông báo cho biết 20 tên lửa Tomahawk do người Anh bắn đi trong cuộc xung đột này đã trúng mục tiêu. Hải quân Hoàng gia sau đó sử dụng tên lửa này trong cuộc Chiến tranh Afghanistan năm 2001, trong Chiến dịch Telic, hoạt động của Anh tại Chiến tranh Iraq năm 2003, và trong Chiến dịch Ellamy tại Libya năm 2011.
Hải quân Hoàng gia đã mua các tên lửa Tomahawk Gói IV được đưa vào sử dụng ngày 27 tháng 3 năm 2008, ba tháng trước kế hoạch.

### Không quân Mỹ
Không quân Mỹ trước đây là một bên sử dụng biến thể tên lửa Tomahawk mang đầu đạn hạt nhân, BGM-109G Gryphon.

### Các bên sử dụng khác
Hà Lan (2005) và Tây Ban Nha (2002 và 2005) đã quan tâm tới việc mua hệ thống tên lửa Tomahawk, nhưng sau đó các đơn hàng đã bị hủy bỏ năm 2007 và 2009.

Năm 2009 Ủy ban Quốc hội về Tình hình Chiến lược của Hoa Kỳ đã tuyên bố rằng Nhật Bản sẽ quan ngại nếu TLAM-N ngừng phục vụ, nhưng chính phủ Nhật Bản đã bác bỏ rằng họ từng có quan điểm như vậy.
Mọi người tin rằng phiên bản SLCM của Popeye đã được Israel phát triển sau khi chính quyền Clinton từ chối một yêu cầu của Israel năm 2000 mua tên lửa hành trình Tomahawk bởi các quy định không phổ biến công nghệ tên lửa quốc tế.

## Trong văn hóa đại chúng
Trong bộ phim viễn tưởng khoa học năm 2011, Transformers: Dark of the Moon, nhiều tên lửa Tomahawk đã được bắn vào các tàu của Decepticon trong trận chiến tại Chicago.